# Ivo de Grandmesnil
Ivo de Grandmesnil (mort en 1101 ou 1102) est le fils de Hugh de Grandmesnil et un magnat normand qui vivait en Angleterre et a participé à la Première Croisade en 1096. 
Il participe à la première croisade en 1096, suivant Robert II de Normandie. On peut supposer qu'il participait à la croisade pour éviter les représailles de la rébellion de 1088 contre Guillaume le Roux. Cependant, Ivo de Grandmesnil s'illustre de façon négative quand, pendant le siège d'Antioche, en panique, il déserte la ville avec un groupe de ses compatriotes, incluant son frère, et s'enfuit pour rentrer chez lui.
Après la mort de son père en 1098, il hérite de la ville et du château de Leicester et devient Sheriff de Leicester. Il fait partie des barons qui ont soutenu Robert II de Normandie contre son frère Henri Ier en 1100. En 1102, après une tentative de coup d'état ratée de Robert II de Normandie, Ivo reçoit une forte amende du roi Henri I pour l'incitation à la guerre contre ses voisins. Il cherche le soutien de Robert de Beaumont, qui accepte d'aider Ivo à rembourser le roi et loue ses terres pendant quinze ans, en échange d'une large somme qu'Ivo utilisera pour retourner en pèlerinage. Il lui promet aussi sa fille, alors bébé, en mariage. Certaines sources disent qu'il s'agirait de la fille de sa sœur, Henri de Beaumont.
Ivo de Grandmesnil et sa femme meurent pendant un pèlerinage en 1101 ou 1102, mais Robert de Beaumont garde leurs terres même après les quinze ans, déshéritant les deux fils d'Ivo, Ivo II et Guillaume. Deux ans plus tard, Henri de Beaumont prévoit de rendre les terres aux deux fils, qui servent le roi, mais ils meurent tous les deux dans le naufrage de la Blanche-nef en 1120.